# Route nationale 139
Die Route nationale 139, kurz N 139 oder RN 139, war eine französische Nationalstraße.
Die Straße wurde 1824 zwischen Aytré und Périgueux festgelegt und geht auf die Route impériale 159 zurück. Ihre Länge betrug 210,5 Kilometer. 1973 erfolgte die Abstufung. 1984 wurde die Départementsstraße 9B, bis 1973 Nationalstraße 9B, wieder zur Nationalstraße mit der Bezeichnung N 139 aufgestuft. 2006 erfolgte die Abstufung zur Départementsstraße 6139.